# Gravenhurst (Ontario)
Gravenhurst ist eine Kleinstadt in der Muskoka District Municipality in Ontario, etwa 160 km nördlich von Toronto. Gravenhurst hat etwa 12.000 Einwohner. In den Sommermonaten wird diese Zahl durch Feriengäste nahezu verdoppelt. Die Ausdehnung der Gemeinde Gravenhurst reicht vom Lake Muskoka, einem der größten Seen in der Region, bis an den Gull Lake im Südosten.
Anziehungspunkte sind eine Flotte von antiken Schiffen, die am Lake Muskoka stationiert ist. Weiterhin das Norman-Bethune-Haus, in dem der spätere Chirurg 1890 geboren wurde und
welches seit 1997 eine National Historic Site of Canada ist. Es wird vor allem von chinesischen Touristen besucht, die ihn heute noch verehren, weil er einige Jahre in China verbrachte und Ärzte und Krankenpfleger ausbildete. Während einer Operation 1939 zog er sich eine Blutvergiftung zu, an der er dann starb.
Vom 30. Juni 1940 bis Juni 1946 bestand hier ein Lager für deutsche Kriegsgefangene.
Gegenwärtig werden in der Hafenbucht des Muskokasees weitere Attraktionen aufgebaut. Diese umfassen Ausstellungsgebäude, die sich mit der Entstehungsgeschichte von Gravenhurst befassen. Ursprünglich befanden sich dort zahlreiche Sägemühlen, die von den Holzfällern beliefert wurden. Fast das ganze Gebiet von Muskoka war bewaldet und das Holz wurde meistens für den Häuserbau benutzt.

## Bekannte Persönlichkeit
- Norman Bethune (1890–1939), Arzt und Internationalist sowie eine „Person von nationaler historischer Bedeutung“, war führend in der operativen Behandlung von Tuberkulose.
- William Langford (1896–1973), Ruderer